# 下伦根
下伦根（法語：Basse-Rentgen；洛林法兰克语：Nidder-Rentgen）是法国摩泽尔省的一个市镇，位于该省西北部，属于蒂永维尔区。

## 地理
下伦根（49°28'59"N, 6°12'12"E）面积10.46 平方千米，位于法国大東部大區摩泽尔省，该省份为法国东北部内陆省份，是洛林的一部分，西南接默尔特-摩泽尔省，东临下莱茵省，北与卢森堡和德国接壤。
与下伦根接壤的市镇（或旧市镇、城区）包括：大布雷斯特罗、埃夫朗日、阿根、蒙多夫、皮特朗日-莱蒂永维尔、罗德马克、鲁西村、祖夫根。
下伦根的时区为UTC+01:00、UTC+02:00（夏令时）。

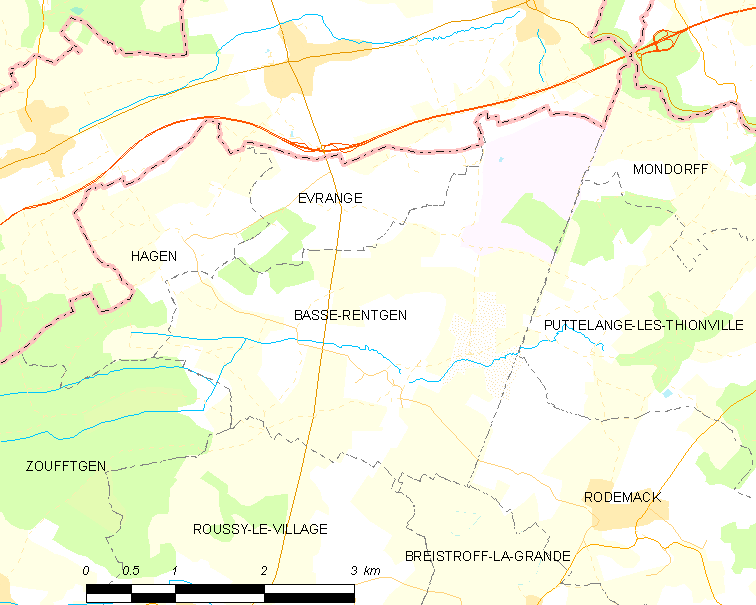
下伦根的OSM定位图

## 行政
下伦根的邮政编码为57570，INSEE市镇编码为57574。

## 政治
下伦根所属的省级选区为于茨县。

## 人口

1962-2008年间下伦根人口变化图示

下伦根于2022年1月1日时的人口数量为525人。